# Ervões
Ervões es una freguesia portuguesa del concelho de Valpaços, con 22,05 km² de superficie y 752 habitantes (2001). Su densidad de población es de 34,1 hab/km².